# Mekia Cox
Mekia Cox (Saint Croix, 18 november 1981) is een Amerikaanse actrice en danseres.

## Biografie
Cox werd geboren in Saint Croix en verhuisde op zevenjarige leeftijd met haar familie naar Orlando (Florida), waar zij de high school doorliep aan de Dr. Phillips High School en in 1999 haar diploma haalde. Hierna haalde zij in 2003 haar bachelor of music aan de Florida State University in Tallahassee. Tijdens haar jeugd was zij ook actief in diverse theaters, en als jeugdactrice in Nickelodeon programma's. Na haar afstuderen toerde zij met een theatergezelschap door het land waar zij in onder andere speelde in Fame en Rent. Na het toeren vestigde zij zichzelf in Los Angeles voor haar acteercarrière voor televisie. 
Cox begon in 1994 als jeugdactrice met acteren voor televisie in de televisieserie My Brother and Me, waarna zij nog meerdere rollen speelde in televisieseries en films. Zo speelde zij in onder andere 90210 (2009-2010) en Chicago Med (2016-2018).

## Privé
Cox trouwde met basketbal-analist Britt Leach in april 2018, waarmee zij twee kinderen heeft.

## Filmografie
Televisieseries uitgezonderd eenmalige gastrollen.
- International Standard Name Identifier: 0000 0004 0011 6812
- Library of Congress Control Number: no2013004730
- Virtual International Authority File: 295484820
- WorldCat: E39PBJjMvV8XyTHxV8Ffp789jC